# Saltbox

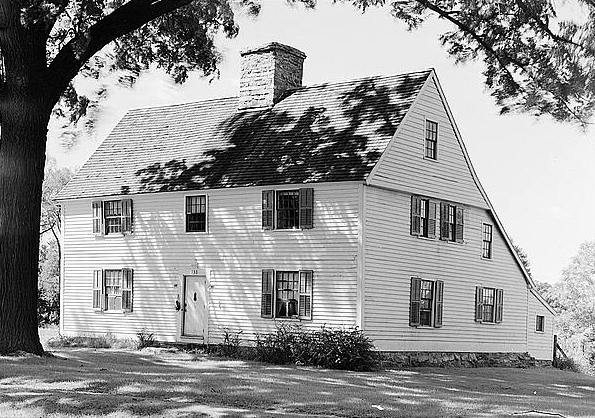
Beispiel für eine Saltbox: The Comfort Starr House in Guilford, Connecticut

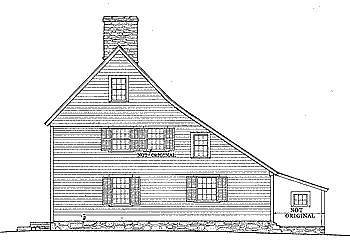
Asymmetrische Dachform einer Saltbox (Comfort Starr House, 1645)

Eine Saltbox (engl. Salzbox) bezeichnet ein Gebäude der Kolonialarchitektur in Nordamerika. Im vorderen Gebäudeteil des hölzernen Fachwerkhauses befinden sich zwei – teilweise auch drei – Stockwerke; im hinteren nur eines. Die dadurch entstehende Asymmetrie des Satteldaches, das auf der längeren Hinterseite steil abfällt ist ein typisches Kennzeichen der Saltbox.
Die Namensgebung führt auf die optische Ähnlichkeit der Saltbox mit einer hölzernen Klappdeckelkiste zurück, die zur Aufbewahrung von Salz üblich war.

## Ursprünge

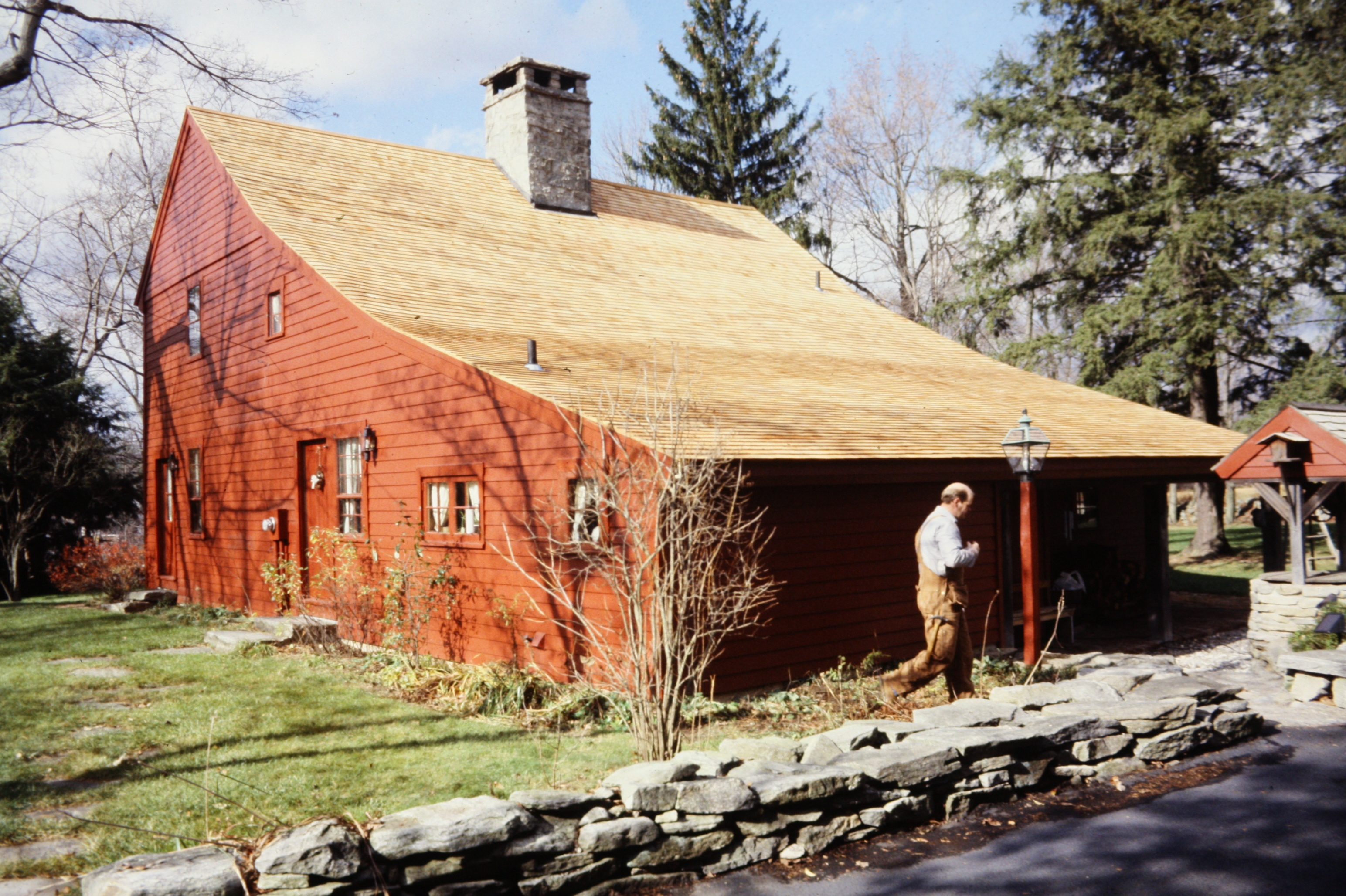
Thomas Hawley House in Monroe, Connecticut: Typische Dachform von der Rückseite aus betrachtet.

Der Ursprung der Saltbox liegt in Neuengland und ist ein Beispiel der Kolonialarchitektur Nordamerikas. Der Bau der Saltbox soll auf die Grundsteuer zurückgehen, die unter Queen Anne in Amerikanischen Kolonien eingeführt wurde. Die Steuer galt jedoch nur für mehrstöckige Häuser. Die Saltbox war den Erbauen nach ein Bungalow, da das Dach bis hinunter zum ersten Stock reichte. Besitzer mussten demzufolge keine Steuern zahlen.

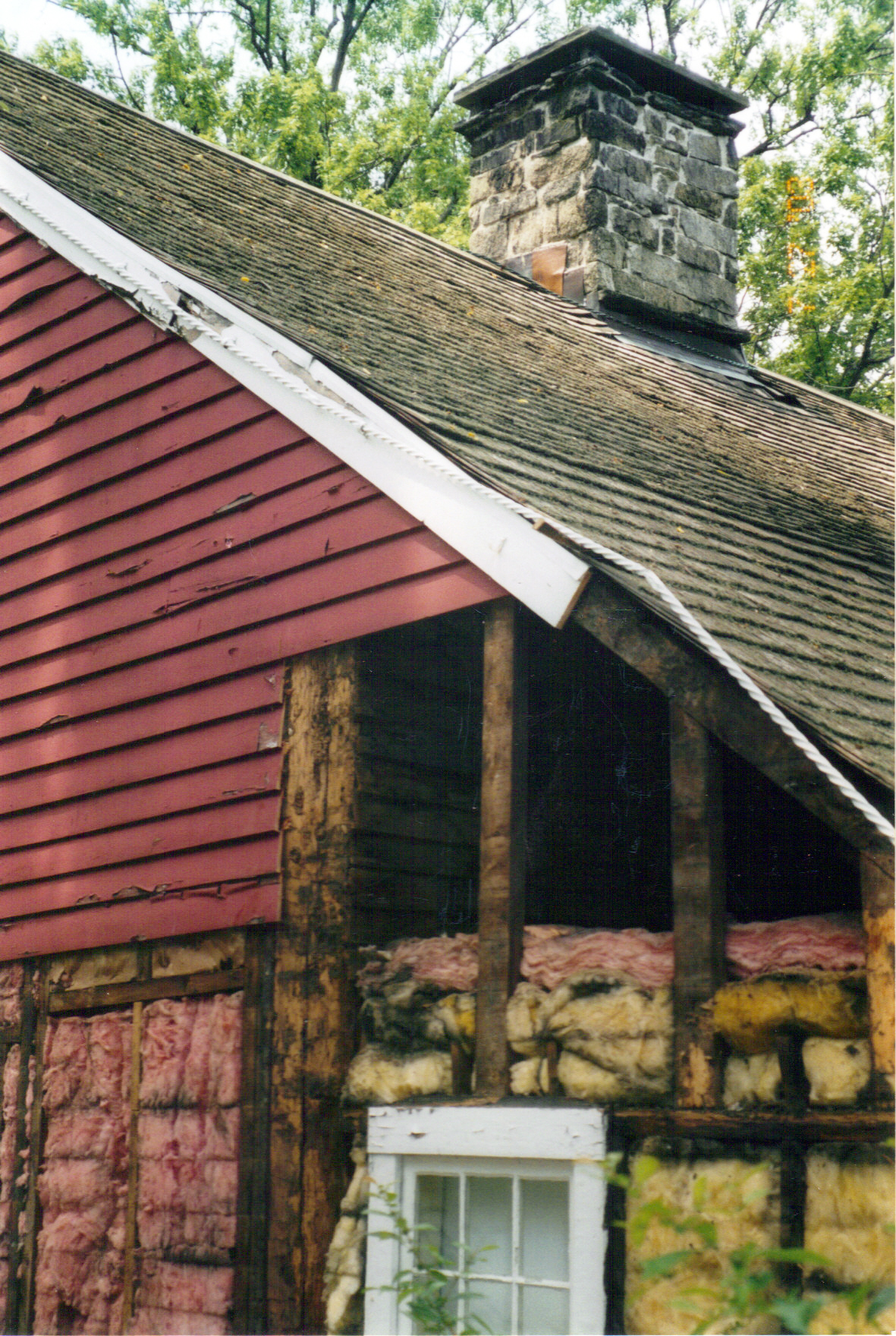
Ephraim Hawley House, in Nichols, Connecticut: Die ursprüngliche Rückwand ist unter dem verlängerten Dach erkennbar

Die ältesten Salzboxhäuser sind jedoch schrittweise durch einen Anbau erweitert worden, wobei das Dach bis auf weniger als zwei Meter Höhe über den Boden verlängert wurde, wie beispielsweise beim Ephraim Hawley House in Nichols, Connecticut. Unter dem verlängerten Dach ist die Stülpschalung, eine waagerechte Holzverschalung, der ursprünglichen Rückwand sichtbar. Es waren vermutlich die Einfachheit und Funktionalität, weswegen man den Stil der Saltbox über die  Kolonialzeit hinaus bis in die junge Republik fortführte. Die Saltbox tritt auch in Teilen Neufundlands und Labradors auf.

## Konstruktion
Die Saltbox ist, wie viele andere Gebäude der Kolonialzeit, als Fachwerkhaus errichtet worden. Dabei besteht das Grundgerüst aus langen Holzteilen, die mit Zapfenverbindungen zusammengesetzt werden. Nägel aus Metall fanden dabei wegen ihres Preises nur selten Verwendung. Typisch ist die Bretterverkleidung (Stülpschalung) der Außenwände. 
Das Joshua Day House in West Springfield, Massachusetts ist aus Ziegeln gemauert.

## Beispiele
- Sturgeon House